# Йохан фон Бюлов
Йохан фон Бюлов (на немски: Johann von Bülow; † сл. 1629) е от стария род Бюлов от Мекленбург, господар на Гартов (в Долна Саксония) и в Клайн Швехтен (в Рохау) в Саксония-Анхалт.
Той е син на Виктор фон Бюлов (1570 – 1616) и Клара фон дер Асебург († сл. 1616), дъщеря на Август фон дер Асебург (1545 – 1604) и Елизабет фон Алвенслебен (1552 – 1609), дъщеря на Лудолф X фон Алвенслебен (1511 – 1596) и Барта/Берта фон Бартенслебен (1514 – 1587).

## Фамилия
Йохан фон Бюлов се жени за Сабина фон Ягов (* ок. 1610), дъщеря на Ахац фон Ягов (1575 – 1627) и Катарина фон Клитцинг. Те имат децата:
- Йохан Бусо фон Бюлов († 1680), женен на 10 март 1671 г. за Урсула Катарина фон Дриберг († пр. 1679)
- Катарина фон Бюлов (* 2 юли 1635, Гартов; † 20 март 1673), омъжена на 10 юни 1657 г. в Кл. Швехтен за Якоб фон Алвенслебен (* 5 септември 1629, Еркслебен; † 3 май 1674), брат на Гебхард Кристоф фон Алвенслебен (1631 – 1690), син на Валентин Йоахим фон Алвенслебен (1596 – 1649) и Анна Мария фон Залдерн (1603 – 1636)
- Ернст Лудвиг фон Бюлов († 1683), женен за София Хедвиг фон Рауххаупт (* 8 май 1659, Ландин; † 24 март 1726, Калбе)
- Барбара фон Бюлов (* ок. 1640), омъжена за Томас фон Ягов (1635 – 1707)
- Елизабет София фон Бюлов (* 2 март 1652, Кл. Швехтен; † 16 март 1698, Волтерслаге), омъжена на 21 септември 1680 г. в Цихтау за Йохан Фридрих III фон Алвенслебен (* 9 октомври 1647, Калбе; † 11 октомври 1703), син на Бусе фон Алвенслебен (1600 – 1654) и Хелена фон Велтхайм (1611 – 1684)